# Кос-Істек
Кос-Істе́к (каз. Қос-Естек) — село у складі Каргалинського району Актюбінської області Казахстану. Адміністративний центр та єдиний населений пункт Кос-Істецького сільського округу.
До 1997 року село називалось Ленінське. У період 1966-1967 років село було центром Ленінського району.
Населення — 1496 осіб (2021; 1541 у 2009, 1806 у 1999, 2058 у 1989).